# Тайеб, Морис
Морис Тайеб (22 июля 1935 — 23 июля 2021) — французский геолог и палеоантрополог тунисского происхождения, открыл геологическую формацию Хадар, первым осознал её палеонтологический потенциал, организовал «Международную афарскую исследовательскую экспедицию» (International Afar Research Expedition, IARE) в долине реки Аваш (Эфиопия), позволившую одному из её руководителей, Дональду Джохансону, обнаружить останки австралопитеков возрастом около 3,2 млн лет.
В настоящее время Тайеб является директором по научной работе Национального центра научных исследований (CNRS) в Европейском центре исследований и преподавания наук о Земле и окружающей среде (Centre Européen de Recherche et d’Enseignement de Géosciences de l’Environnement, CEREGE) в Экс-ан-Прованс.

## Биография
Морис Тайеб родился в Тунисе в 1935 году.
Отец — тунисец, мать — француженка.
В юности вместе со своим дядей, коммивояжером, который торговал с племенами бедуинов, много путешествовал по малообжитым окраинам Туниса.
В 1974 году получил докторскую степень в Университете Пьера и Марии Кюри за работу по геологии бассейна реки Аваш в Эфиопии.
В 1966 году Тайеб начал исследования Афарского региона в Эфиопии;
В 1968 году открыл богатые окаменелостями поля в Хадаре;
В 1972 году организовал международную экспедицию, которая в 1974 году сделала сенсационное открытие, обнаружив хорошо сохранившийся скелет австралопитека, получивший широкую известность под именем «Люси».
Вместе с соруководителями международной экспедиции Дональдом Джохансоном и Ивом Коппенсом Тайеб сыграл ключевую роль в исследованиях геологии и геологической истории Афара. Изыскания осложнялись суровостью климата пустыни, дефицитом продовольствия и предметов первой необходимости, а так же конфликтами местных племён, враждебным отношением центральных властей, гражданской войной.